# غوستاف أمير الدنمارك

غوستاف أمير الدنمارك.

غوستاف أمير الدنمارك (بالدنماركية: Prins Gustav)‏ (4 مارس 1887 - 5 أكتوبر 1944) كان الابن الرابع لفريدريك الثامن ملك الدنمارك.